# Химн на Япония
„Кимигайо“ (на японски: 君が代) е националният химн на Япония от 1868 насам. Той също така е един от най-кратките национални химни, като в употреба има само 11 мерки и 32 символа.

## История
Текстът на „Кимигайо“ първо се повява като анонимно стихотворение в сборника от X – XI век „Кокин Вакасю“. По-късно стихотворението е публикувано в различни антологии до епохата Мейджи.
През 1869 г. британският диригент на военен оркестър, Джон Уилям Фентън, предлага да се създаде държавен химн на Япония и сам написва музиката за него. Първият вариант на химна не придобива популярност и не се използва след 1876 г.
През 1880 г., комисия на императорския двор избира нов вариант на мелодията на химна, написана под ръководството на придворния музикант Хиромори Хаяси от неговите ученици Йосисои Оку и Акимори Хаяси. Немският музикант Франц фон Екерт променя музиката, в съответствие с европейското звучене. Тази версия на химна за пръв път е изпълнена на рождения ден на император Мейджи през 1880 г.
Химнът на Япония се изпълнява по време на всички официални процедури, в армията, по време на спортни състезания (на турнирите по сумо – преди церемонията на награждаване).